# Digis
Do IT Global Innovative Solutions, скорочено Digis — європейська компанія з розробки програмного забезпечення, заснована Микитою Нагаткіним у 2015 році. Компанія зосереджена на пошуку інженерних талантів для створення складного програмного забезпечення для продуктових компаній. У штаті Digis налічується 200 співробітників, які працюють у різних сферах, включаючи фінансові технології, охорону здоров'я та управління персоналом.

## Історія компанії
У 2015 році була створена компанія Do IT Programming Solutions, яка відкрила свій офіс в Одесі, Україна. Через три роки було відкрито офіс у Ларнаці, Кіпр, куди також було перенесено штаб-квартиру. У грудні 2018 року Do IT Programming Solutions змінила назву на Digis (повна назва - Do IT Global Innovative Solutions) в рамках ребрендингу.
Компанія є піонером запатентованої парадигми автоматизації інтелектуального аутсорсингу, призначеної для підвищення продуктивності ІТ-сервісних компаній. Цей комплексний підхід фокусується на автоматизації та повній інтеграції в бізнес клієнта, виходячи за рамки простої розробки програмного забезпечення.
У 2022 році компанія Digis успішно збільшила штат до понад 200 осіб і продовжує активно розвиватися на міжнародному ринку, розширюючи свою діяльність та долучаючись до нових проектів.
Digis є активним учасником спеціалізованих ІТ-форумів та конференцій, таких як Web Summit та інші.
У червні 2024 року Digis оголосила про об'єднання з аутсорсером Scalamandra. Рішення про створення стратегічного партнерства зі Scalamandra було продиктовано особистими інвестиціями засновника компанії Ніка Нагаткіна 2023 року.

## Діяльність
Спочатку Digis кодував лише на JavaScript, але згодом компанія почала працювати з усіма основними мовами програмування та створювати проєкти від ідеї до запуску та подальшої підтримки.
2020 рік став проривним для Digis, компанія зросла на 50%. Digis має більш відомих клієнтів, таких як BlaBlaCar, PwC, HubSpot та інші.
Компанія працювала з Roomster (найбільшим у США сервісом оренди житла та соціальною мережею для власників житла), RetroTax (адміністратор федеральних та інших програм податкових кредитів і податкових пільг для бізнесу в США). За вісім років компанія має 500+ клієнтів по всьому світу в більш ніж 40 країнах на 6 континентах.
Під час економічного спаду, який розпочався у 2023 році, фокус компанії змістився на допомогу ІТ-продуктам в оптимізації їхніх процесів, консультування щодо правильного масштабування їхніх продуктів та зниження вартості ІТ-послуг.

## Визнання
У 2019 році компанія увійшла в топ-1000 найкращих постачальників B2B послуг за версією Clutch. Digis посідає 8 місце у списку Топ 10+ компаній, що розробляють гібридні додатки.
Журнал Forbes опублікував список 30 Under 30 Europe 2022 в категорії «Технології». Микита Нагаткін, як засновник Digis, був включений до списку.
Компанія отримала нагороду платформи TechBehemoths як найкраща компанія з розробки мобільних додатків в Україні.
У 2022 році Digis увійшла в топ-1000 компаній за версією Clutch. У 2023 році компанія увійшла до рейтингу Clutch 100, стала одним з найкращих PHP-розробників та найкращим глобальним постачальником послуг за версією Clutch, а також отримала нагороду Dubai Manifest Awards. Digis також став переможцем Clutch Global & Champion Fall 2023, Clutch Top 100 найбільш швидкозростаючих компаній 2023.
У 2023 році Digis отримав престижну нагороду Global Recognition Award.
У 2024 році Digis отримує нагороду Business Excellence Award за найкращий інструмент для проведення зустрічей зі штучним інтелектом.

## Соціальна діяльність
Digis має стипендіальну програму для привернення уваги американської молоді до ІТ та програмної інженерії. Компанія співпрацює з багатьма платформами, асоціаціями, агентствами та громадськими організаціями, що займаються науковими дослідженнями та сталим розвитком навколишнього середовища, серед яких Noosphere, Startup Battle, Beetroot Academy, Airforse Community, Easy Code School, U Open University, Shag (комп'ютерна академія), ІТ Ukraine Association, Upwork та інші.